# Ервін Ванденберг
Ервін Ванденберг (фр. Erwin Vandenbergh, нар. 26 січня 1959, Рамсель) — бельгійський футболіст, що грав на позиції нападника.
Виступав за ряд бельгійських клубів та французький «Лілль», а також національну збірну Бельгії. Найбільших досягнень здобув з «Андерлехтом», у складі якого став дворазовим чемпіоном, володарем Суперкубка Бельгії та Кубка УЄФА, а також ставав найкращим бомбардиром чемпіонату Бельгії та Кубка УЄФА.

## Клубна кар'єра
У дорослому футболі дебютував 1976 року виступами за «Льєрс», в якій провів шість сезонів, взявши участь у 178 матчах чемпіонату і забивши в них 117 голів. За цей час він тричі ставав найкращим бомбардиром чемпіонату Бельгії, а 1980 року, забивши 39 голів за сезон, отримав Золотий бутс УЄФА.
Протягом 1982–1986 років Ванденберг захищав кольори «Андерлехта». За цей час виборов титул володаря Кубка УЄФА, а також двічі ставав чемпіоном та одного разу володарем суперкубка Бельгії. За 121 матч у цьому іменитому клубі Ервін забив 87 голів та ще двічі ставав найкращим бомбардиром чемпіонату Бельгії.
Своєю грою за останню команду привернув увагу представників тренерського штабу французького «Лілля», до складу якого приєднався 1986 року. Відіграв за команду з Лілля наступні чотири сезони своєї ігрової кар'єри. Більшість часу, проведеного у складі «Лілля», був основним гравцем атакувальної ланки команди і одним з головних бомбардирів команди, маючи середню результативність на рівні 0,59 голу за гру першості.
Протягом 1990–1994 років захищав кольори команди клубу «Гент» і в першому сезоні вшосте в своїй кар'єрі стає найкращим бомбардиром чемпіонату з 23 голами, допомігши команді зайняти 3 місце і вийти в Кубок УЄФА.
Завершив професійну ігрову кар'єру у клубі «Моленбек», за команду якого виступав протягом сезону 1994–95 років.

## Виступи за збірну
19 грудня 1979 року дебютував в офіційних матчах у складі національної збірної Бельгії в матчі-кваліфікації на Євро-1980 проти збірної Шотландії, в якій відразу відзначився голом, допомігши червоним дияволам перемогти з рахунком 3:1 і вийти з першого місця у групі на турнір. 
Вже наступного року у складі збірної був учасником чемпіонату Європи 1980 року в Італії, де разом з командою здобув «срібло», зігравши в усіх трьох матчах групового етапу, за результатами якого бельгійці виграли групу і вибили зі змагань господарів турніру. Проте в фінальному матчі проти збірної ФРН Ванденберг не зіграв, а його збірна поступилась з рахунком 1:2.
На чемпіонаті світу 1982 року в Іспанії Ванденберг забив переможний гол вже у першому матчі на турнірі, чим самим приніс бельгійцями перемогу над одним з фаворитів турніру аргентинцям з Марадоною. Надалі зіграв в усіх матчах збірної на турнірі, яка вилетіла в другому груповому етапі.
На другому для себе чемпіонаті Європи 1984 року у Франції Ванденберг знову забив перший гол команди на турнірі, цього разу у ворота збірної Югославії, проте у двох наступних матчах на турнірі бельгійці програли французам (0:5) і данцям (2:3) та не змогли подолати груповий етап.
В останньому для себе великому турнірі — чемпіонаті світу 1986 року у Мексиці Ервін втретє став автором першого бельгійців. Цього разу він забив господарям змагань, проте європейці оступились 1-2. Втім, перемігши в наступних матчах Іран і зігравши внічию з парагвайцями, Бельгія з третього місця вийшла в плей-оф, де несподівано пройшла в додатковий час СРСР, а потім в серії пенальті Іспанію. Лише в півфіналі команда поступилась майбутнім чемпіонам аргентинцям.
Останній матч за збірну Ванденберг провів 27 березня 1991 року у кваліфікації на Євро-1992 проти збірної Уельсу, який завершився внічию 1:1. Протягом кар'єри у національній команді, яка тривала 13 років, провів у формі головної команди країни 48 матчів, забивши 20 голів.

## Титули і досягнення

### Командні
- Чемпіон Бельгії (2):

«Андерлехт»: 1984-85, 1985-86
- Володар Суперкубка Бельгії (1):

«Андерлехт»: 1985
- Володар Кубка УЄФА (1):

«Андерлехт»: 1982-83
- Віце-чемпіон Європи: 1980

### Особисті
- Володар Золотого бутсу: 1980 (39 голів)
- Футболіст року в Бельгії: 1981
- Найкращий бомбардир чемпіонату Бельгії: 1979-80, 1980-81, 1981-82, 1982-83, 1985-86, 1990-91